# Carcharhinus longimanus
Carcharhinus longimanus, hay còn gọi là cá mập vây trắng đại dương, cá mập vi trắng đại dương, là một loài cá mập lớn thuộc họ Carcharhinidae sinh sống ở vùng biển nhiệt đới và vùng biển ấm áp. Cơ thể chắc nịch của nó đáng chú ý nhất với vây dài có chóp trắng.
Loài cá mập hung hăng nhưng di chuyển chậm này chiếm ưu thế trong những cuộc săn mồi, và là một mối nguy hiểm cho người bị đắm tàu hoặc người sống sót sau tai nạn máy bay.Các nghiên cứu gần đây cho thấy số lượng loài này sút giảm nhanh vì vây lưng lớn của nó được đánh giá cao là thành phần chính của món súp vây cá mập và, như với loài cá mập khác, loài này phải chịu những áp lực khai thác trên toàn phạm vi sinh sống của nó.

## Phân loại
Loài này được mô tả lần đầu tiên bởi nhà tự nhiên học René-Primevère Lesson trong ghi chép của ông về cuộc hành trình của Louis Duperrey vòng quanh thế giới 1822-1825 trên tàu hộ tống Louis Duperrey. Lesson mô tả hai mẫu vật tìm thấy trong quần đảo Tuamotu ở Polynesia thuộc Pháp, và đặt tên loài cá mập này là Squalus maou theo một từ tiếng Polynesia nghĩa là "cá mập". Tuy nhiên, mô tả và tên được Lesson đặt bị lãng quên.
Loài này được miêu tả tiếp theo bởi nhà động vật học Felipe Poey người Cuba năm 1861 với danh pháp Squalus longimanus. Tên Pterolamiops longimanus cũng đã được sử dụng. Danh pháp cụ thể longimanus đề cập đến kích thước của vây ngực của loài cá mập này (longimanus dịch từ tiếng La tinh là "tay dài"). Theo quy tắc của Ủy ban quốc tế về định danh động vật học mà nói chung mô tả đầu tiên xuất bản có quyền ưu tiên; Do đó, tên khoa học là hợp lệ cho loài này nên là Carcharhinus maou. Tuy nhiên, tên của Lesson đặt đã còn bị lãng quên quá lâu nên Carcharhinus longimanus vẫn còn được chấp nhận rộng rãi.

## Phân bố và môi trường sống
Loài này được tìm thấy trên toàn cầu ở vùng nước mở và sâu, với nhiệt độ cao hơn 18 °C (64 °F). Chúng thích nước có nhiệt độ từ 20 °C (68 °F) và 18 °C (64 °F). và có xu hướng rời khỏi khu vực đó khi nhiệt độ rơi ra ngoài ngoài mức này. Chúng đã từng rất phổ biến và phân bố rộng rãi, và vẫn sống trong một khu vực rộng trên toàn cầu. Tuy nhiên, các nghiên cứu gần đây cho thấy số lượng của loài này đã giảm sút rất nhang. Phân tích các số liệu của nhật ký câu cá biển khơi Mỹ giữa giai đoạn 1992-2000 (bao gồm vùng Tây Bắc và Tây Trung Đại Tây Dương) ước tính số lượng loài này đã giảm 70% trong giai đoạn đó.
Chúng được tìm thấy trên toàn thế giới từ 45 ° vĩ bắc và 43 ° vĩ nam. Năm 2004, một cá thể loài cá mập này đã được phát hiện chết trên bờ biển phía tây của Thụy Điển vượt xa nơi từng được coi ranh giới phía bắc của phạm vi phân bố của loài này.
Loài cá mập này dành phần lớn thời gian của chúng ở trong tầng trên của đại dương ở độ sâu 150 mét (490 ft) và thích nơi xa bờ, ở vùng sâu đại dương. Thỉnh thoảng loài cá mập này được tìm thấy gần với đất liền, ở vùng biển cạn đến 37 mét (120 ft), chủ yếu là xung quanh các hòn đảo giữa đại dương chẳng hạn như Hawaii, hoặc ở những nơi có thềm lục địa hẹp và thông với vùng nước sâu gần đó. Loài này thường sống đơn độc, mặc dù các nhóm bơi chung đã được quan sát thấy ở nơi thức ăn dồi dào.